# Інститут морських біологічних досліджень імені О. О. Ковалевського
Інститут морських біологічних досліджень імені О. О. Ковалевського — наукова установа, створена окупаційною владою в Севастополі, на базі Інституту біології південних морів НАН України.

## Основні наукові напрями інституту
— біорізноманіття екосистем Світового океану;
— комплексні дослідження структури і функціювання морських екосистем і їхніх компонентів;
— вивчення антропогенного впливу на морські екосистеми з метою створення наукових основ моніторингу і прогнозування їхнього стану;
— розробка нових інформаційних технологій і систем накопичення, обробки й аналізу даних, а також підвищення наукових знань у галузі біології та екології моря;
— створення наукових основ біотехнології, раціональної експлуатації й охорони живих ресурсів моря.

## Наукові школи
— морська радіохемоекологія (керівник академік НАН України Г. Г. Полікарпов);
— екологічна біоенергетика (керівник член-кореспондент НАН України Г. Є. Шульман);
— морфологія і динаміка екосистем шельфу (керівник член-кореспондент НАН України В. Є. Заїка);
— морська санітарна гідробіологія (керівник д.б.н., професор О. Г. Миронов);
— морська екологічна паразитологія (керівник д.б.н., професор А. В. Гаєвська).

## Основні теми досліджень
- Вивчення структурно-функціональних основ біорізноманіття морських угруповань.
- Вивчення структурно-функціональних основ продукційних процесів у гідробіонтів.
- Вивчення структури і функціювання паразитарного компонента екосистеми Чорного моря з метою збереження видового різноманіття й забезпечення екологічної безпеки.
- Дослідження та кількісна оцінка екологічної ємності чорноморських акваторій України по відношенню до забруднень ядерного і неядерного походження.
- Розробка наукових основ біотехнологій відтворення та використання морських ресурсів.

## Інститут має такі наукові досягнення
Оцінено сучасний стан біорізноманіття угруповань Чорного моря залежно від чинників середовища. Запропоновано нову концепцію про зональність життя в Чорному морі, що ґрунтується на знахідках унікальної фауни в глибинній анаеробній зоні.
Сформульовано концепцію про альтернативні метаболічні стратегії, що забезпечують біологічний прогрес тварин.
Створено оригінальну концепцію екологічного метаболізму у водних екосистемах; концепцію осмотичних трофічних мереж.
Сформовано нову галузь науки — морська радіоекологія. Обґрунтовано концепцію екологічної ємності морського середовища щодо радіоактивних і хімічних неорганічних забруднень й розроблено методологію її оцінки радіограсерними методами.
Створено новий напрям морської мікробіології — дослідження нафтоокиснювальних мікроорганізмів і процесів самоочищення моря від нафтового забруднення. Розроблено основи біофізичного ранжирування антропогенного впливу на екосистему Чорного моря.

## Розробки, що пропонуються для доробки або впровадження
— проект «Устрицевництво на Чорному морі»;
— проект «Розробка тест-системи для діагностики екологічного стану природних водойм в умовах антропогенного навантаження»;
— проект "Електронний інформаційний ресурс для оцінки впливу природних катаклізмів на біорізноманіття Понто-каспійського басейну.

### Приклади розробок
- Методика діагностики і профілактики проктекозису — небезпечного захворювання чорноморської мідії в умовах її культивування.
- Технологія з виробництва біологічно активних домішок до їжі «Спіруліна кримська, що містить йод», «Спіруліна, що містить селен» та спіруліна «Екстра».
- Полівітамінна кормова домішка «Фітомікс» для сільськогосподарських тварин.

## Севастопольський акваріум-музей
Севастопольський акваріум розташований в одній будівлі з Інститутом південних морів. Це один з найстаріших публічних акваріумів в Європі, є найстарішим морським акваріумом країни. Він був заснований у 1897 році при Севастопольській біологічній станції, є п'ятим у світі з часу його створення. У 1965 році будівлю Інституту було розширено, і водночас був побудований новий акваріум. Весною 1966 року Акваріум-музей ІнБПМ АН УРСР відкрив двері для перших відвідувачів. Його експозиція була розміщена у 3-х залах.
У цей час в Акваріумі працюють 4 зали:
- У першому залі демонструються характерні представники коралових рифів. Невеликі розміри виставлених тут акваріумів дають змогу відвідувачам докладно розглянути дрібних риб, креветок і безхребетних.
- Другий зал становлять 2 самостійні секції: чорноморську і тропічну. Тут побудовані 12 пристінних басейнів об'ємом до 7 кубічних метрів кожен і круглий басейн діаметром 9 метрів, глибиною 2,5 метра. Кожен акваріум тропічної секції має самостійну (окрему) замкнену систему для підготовки та очищення води. Такі системи дозволяють утримувати в штучних умовах навіть тропічних акул.
- У третьому залі музею зібрано велику колекцію тропічних екзотичних тварин — мешканців Індійського й Атлантичного океанів.
- У четвертому залі мешкають представники прісноводних риб і рептилій. Тут же знаходиться дуже цікавий акваріум з оранжереєю, що імітує руїни стародавнього Камбоджійського храму[4].